# 日本国憲法第91条
日本国憲法 第91条（にほんこく（にっぽんこく）けんぽう だい91じょう）は、日本国憲法の第7章にある条文であり、財政状況の報告について規定している。

## 条文
日本国憲法、e-Gov法令検索。

第九十一条内閣は、国会及び国民に対し、定期に、少くとも毎年一回、国の財政状況について報告しなければならない。

## 沿革

### 大日本帝国憲法
なし

### 憲法改正要綱
なし

### GHQ草案
「GHQ草案」、国立国会図書館「日本国憲法の誕生」。

#### 日本語
第八十五条内閣ハ定期ニ且少クトモ毎年財政状態ヲ国会及人民ニ報告スヘシ

#### 英語
Article LXXXV.At regular intervals and at least annually the Cabinet shall report to the Diet and the people on the state of public finances.

### 憲法改正草案要綱
「憲法改正草案要綱」、国立国会図書館「日本国憲法の誕生」。

第八十七内閣ハ国会及国民ニ対シ定期ニ且少クトモ毎年一囘国ノ財政状況ニ付報告ヲ為スベキコト

### 憲法改正草案
「憲法改正草案」、国立国会図書館「日本国憲法の誕生」。

第八十七条内閣は、国会及び国民に対し、定期に、少くとも毎年一囘、国の財政状況について報告しなければならない。

## 解説
本条を受け、毎年1月に召集される国会（常会）の本会議で財務大臣が財政状況について演説を行い（政府四演説のうちの財政演説）、財政法46条1項は「内閣は、予算が成立したときは、直ちに予算、前前年度の歳入歳出決算並びに公債、借入金及び国有財産の現在高その他財政に関する一般の事項について、印刷物、講演その他適当な方法で国民に報告しなければならない。」と定め、官報・ホームページ等により毎年「財政法第46条に基づく国民への財政報告」がなされている。

## 関連条文
- 日本国憲法第62条（議院の国政調査権）
- 日本国憲法第63条（国務大臣の議院出席の権利と義務）
- 日本国憲法第72条（ 内閣総理大臣の職務）